# ۶۳۶ (خورشیدی)
۶۳۶ ششصد و سی و ششمین سال هجری خورشیدی است.

## درگذشتگان
- ۹ اسفند - مستعصم، (زادروز: ۵۹۱)،آخرین خلیفهٔ عباسی